# Paul Wauwermans
Paul Auguste Wauwermans (Brussel, 20 november 1861 - aldaar, 18 oktober 1941) was een Belgisch politicus en volksvertegenwoordiger.

## Biografie
Wauwermans was doctor in de rechten. Hij was van 1894 tot 1911 gemeenteraadslid van Brussel, net als in 1921 toen hij er ook schepen was. Hij zetelde van 27 mei 1906 tot 24 mei 1936 voor de katholieken in de Kamer van volksvertegenwoordigers voor het arrondissement van Brussel.
Hij was daarnaast van 1919 tot 1936 voorzitter van de Hoge Raad voor de Zelfstandigen en de Kleine en Middelgrote Ondernemingen en in 1934 lid van de Algemene Vergadering van het Katholiek Verbond van België als afgevaardigde van het arrondissementsverbond Brussel.
Wauwermans heeft een reeks van vooral juridische werken op zijn naam staan.
- Gemeinsame Normdatei: 1135214867
- International Standard Name Identifier: 0000 0000 4089 4900
- Library of Congress Control Number: no99015394
- Nederlandse Thesaurus van Auteursnamen: 142749672
- Système universitaire de documentation: 08724439X
- Virtual International Authority File: 36547358
- WorldCat: E39PBJbWx6MHpw4dJQXgwRQpfq